# Kuglóf

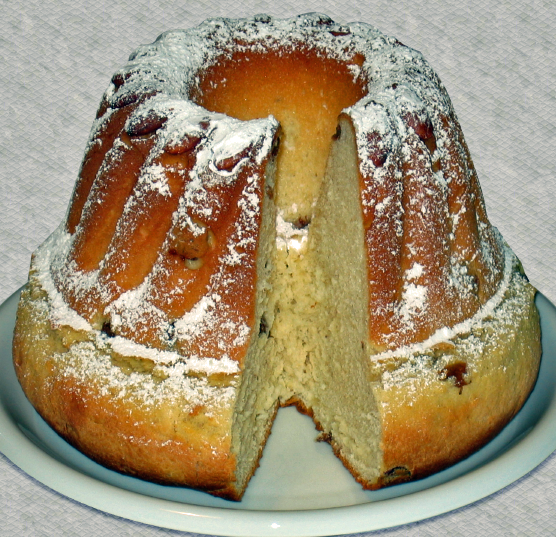

A kuglóf egy fém-, vagy cserépformában sütött, mazsolával és kakaóval ízesített, csonkakúp alakú, barázdált oldalú kalács. Magassága 10-15 cm, átmérője 20-25 cm szokott lenni. Mivel a viszonylag nagy formába nagy tömegű tészta kerül, szükség van a sütőforma közepén lévő „kéményre”, amely lehetővé teszi, hogy a tészta tökéletesen átsüljön – ez a „kürtő” adja a sütemény jellegzetes formáját. (A kuglóf nem tévesztendő össze a muffinnal, amely – szintén különleges formában sütött – piskóta jellegű töltött, vagy töltetlen sütemény és sokkal kisebb a kuglófnál.)

## A kuglóf szó eredete, jelentése
A szó német eredetű. Első fele a "kapucni" jelentésű német die Gugel-re utal, ez pedig a latinból származik: cuculla, cucullus. Második fele az "élesztő" jelentésű német die Hefe szóból származik. A németben kortól, nyelvjárástól függően több formája is van: Gugelhupf, Gogelhopf, Kugelhopf.
Elzászban Kougloupf formában írják.

## Története
A kuglóf elnevezése kimondottan a formájára utal és régiótól, anyagi- és társadalmi helyzettől, valamint személyes preferenciától függően eredetileg is többféle tésztából készült.
Már a XVII. században is ismerték, de a Biedermeier korszakban terjedt el igazán Németországban és Ausztriában a kuglóf, különösen a polgári családok körében.
Legendák is kötődnek a kuglófhoz. Az egyik szerint a bibliai három királyok útban Betlehemből hazafelé beutazták Elzászt, és a vendéglátóiknak hálából egy, a turbánjukhoz hasonló kinézetű süteményt sütöttek, a kuglófot. Ennek megfelelően a franciák magukénak vallják. A másik legenda szerint a kuglóf Ausztriából származik, Mária Antónia francia királyné révén került Versailles-ba és Louis René Édouard de Rohan-Guémené népszerűsítette Elzászban.

## Lásd még
- Kuglófreceptek

## Külső hivatkozások
- Kevert kuglóf gyümölcsökkel
- kuglóf.lap.hu

## Képek

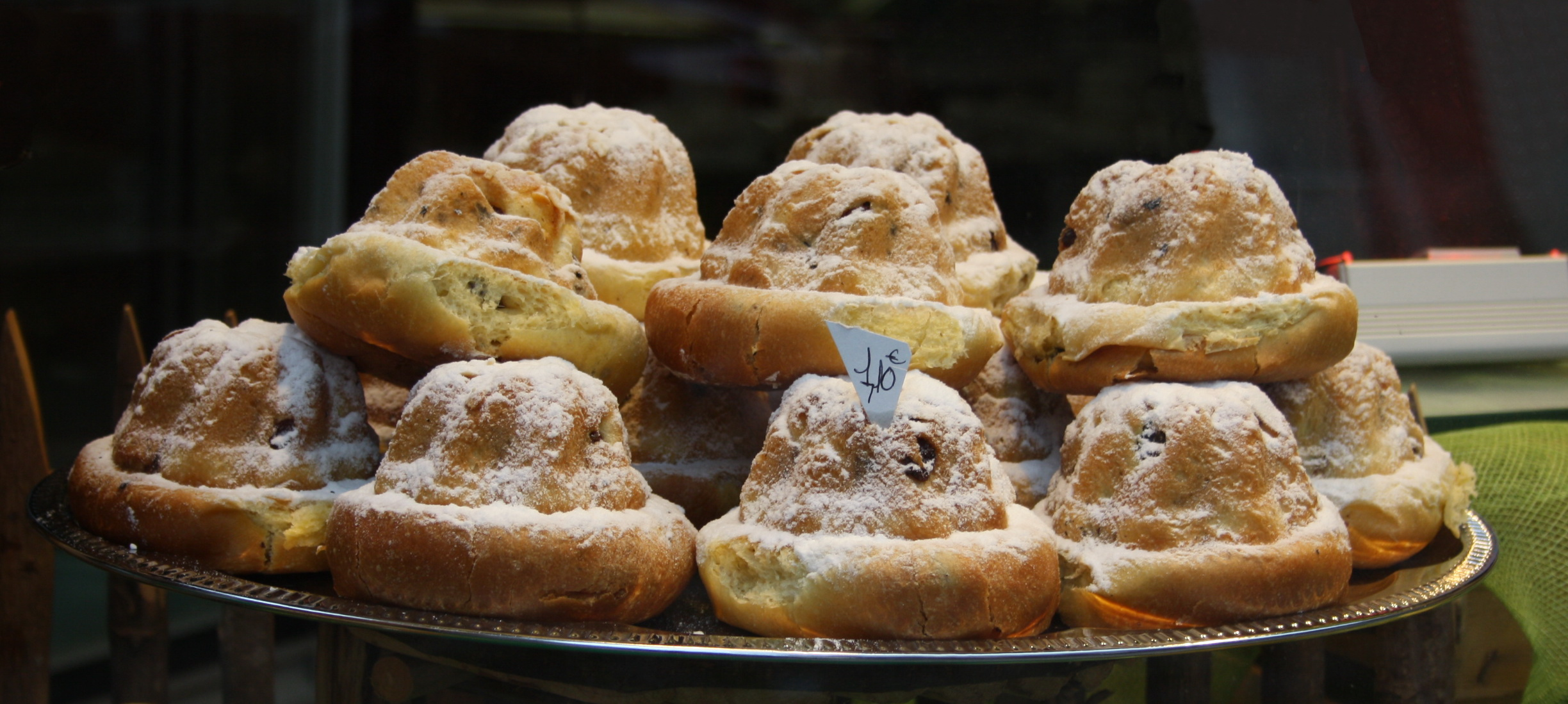
Kis kuglófok
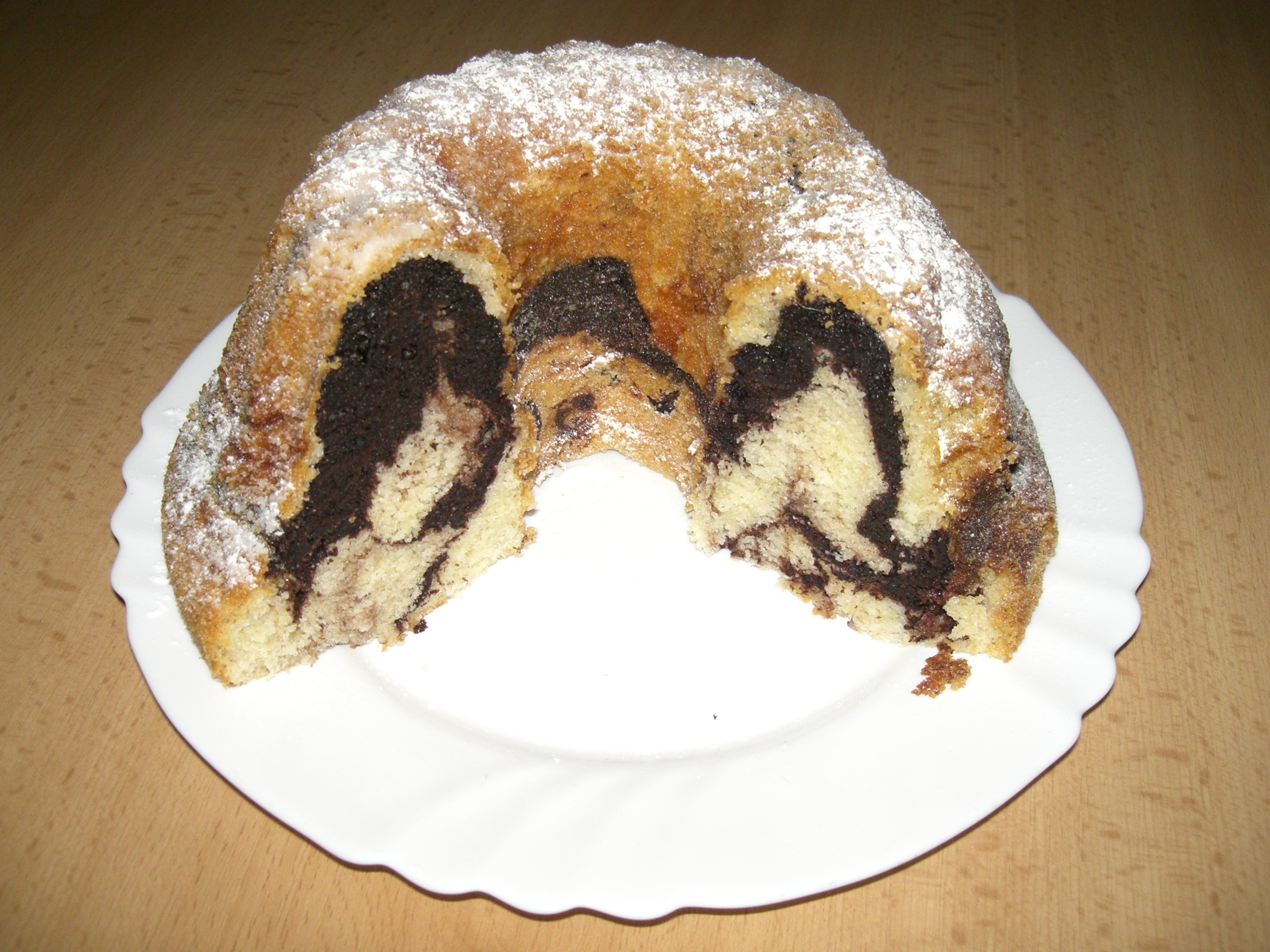
Csokoládéval töltött cseh kuglóf, ún. Bábovka
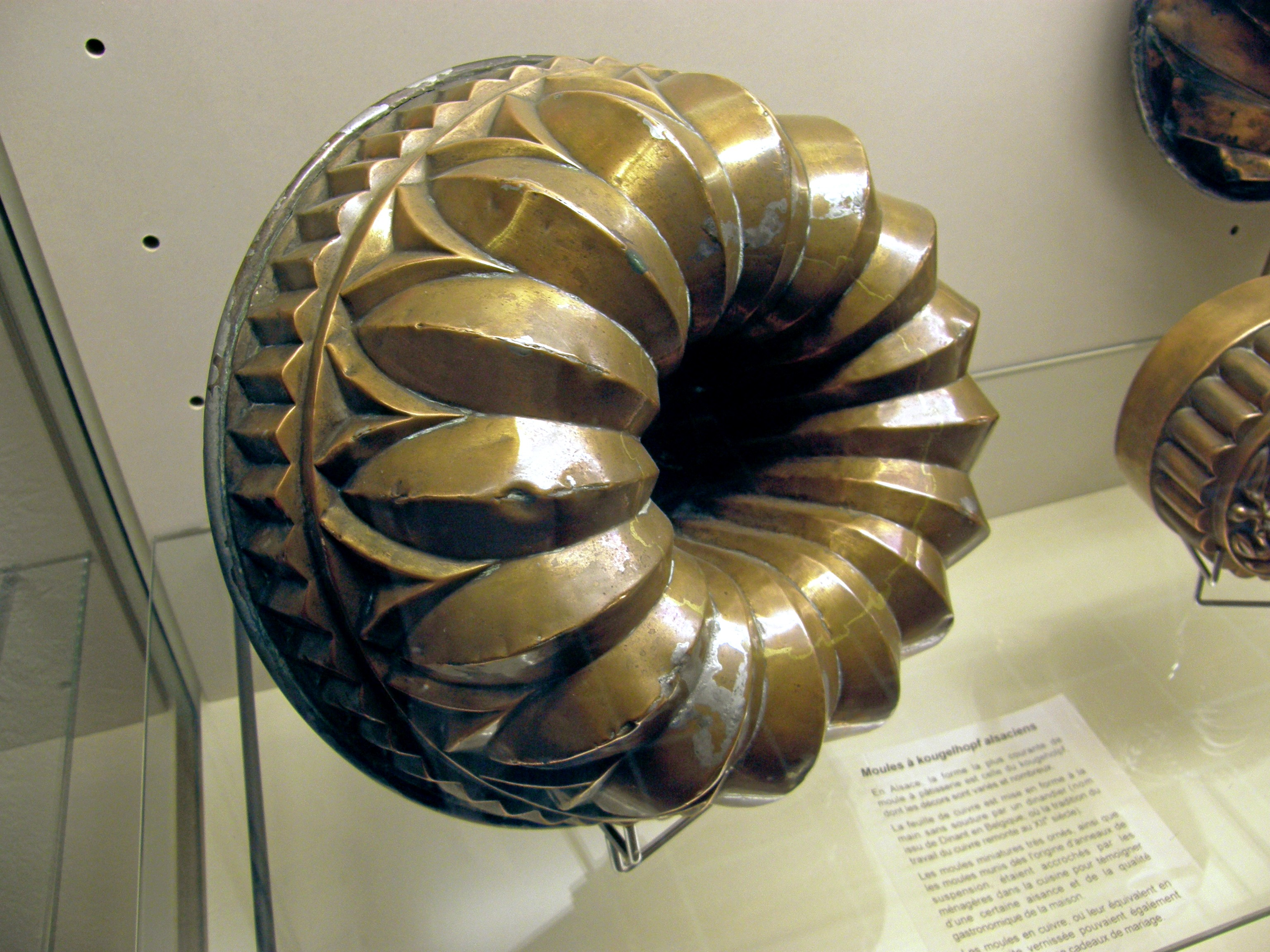
Kuglóf sütőforma
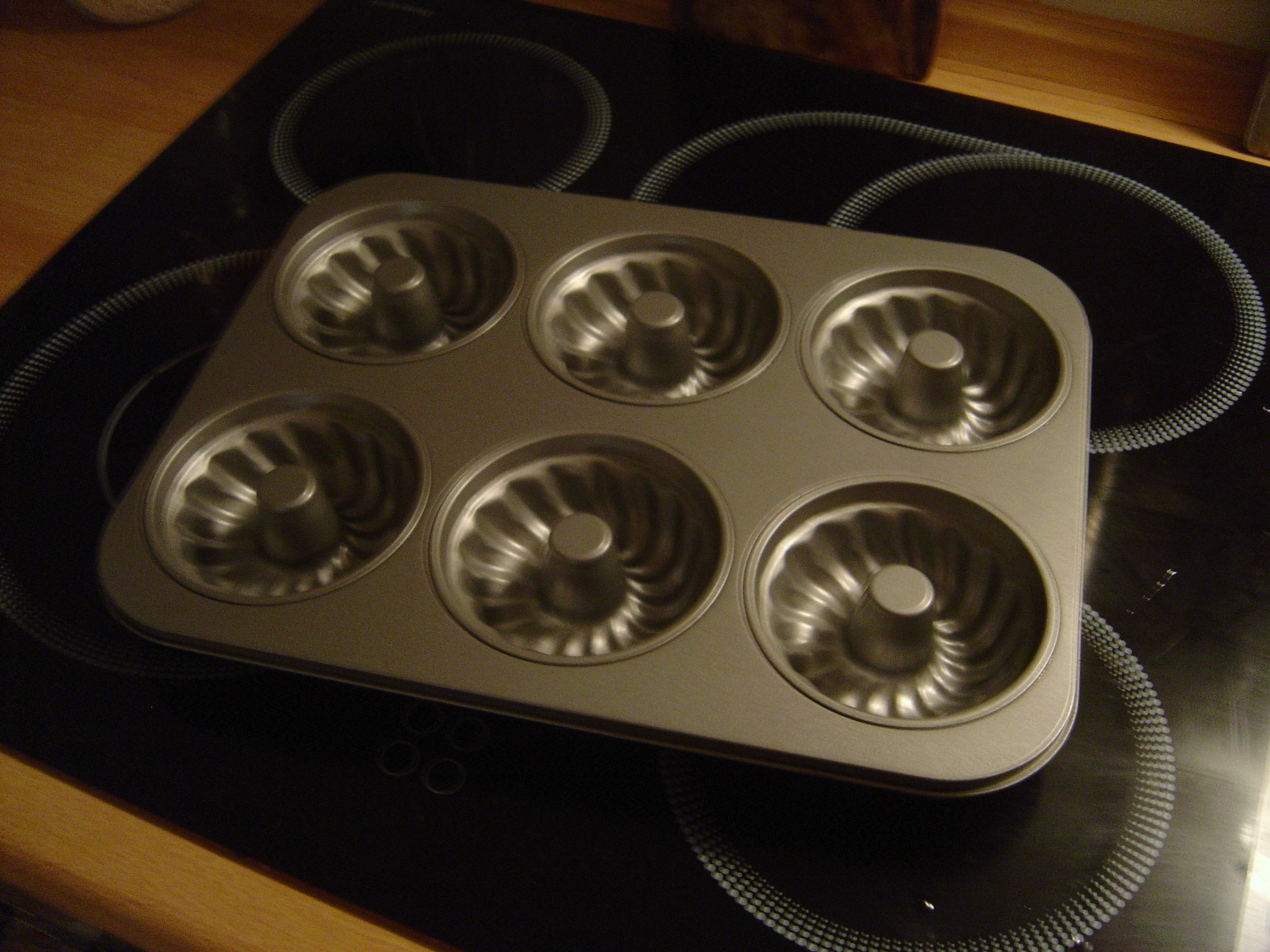
Mini kuglóf sütőforma